# Ecuación de Kapustinskii
La ecuación de Kapustinskii calcula la energía de red cristalina UL para un cristal iónico, que es experimentalmente difícil de determinar. Su nombre se debe a Anatoli Kapustinskii, quien publicó la fórmula en 1956. 
| Símbolo               | Nombre                                        | Valor  | Unidad     |
| --------------------- | --------------------------------------------- | ------ | ---------- |
| {\displaystyle U_{L}} | Energía de red cristalina para cristal iónico |        | kJ / mol   |
| {\displaystyle K}     |                                               | 1202.5 | kJ Å / mol |
| {\displaystyle d}     |                                               | 0.345  | Å          |
| {\displaystyle \nu }  | Número de iones en la fórmula empírica        |        |            |
| {\displaystyle z^{+}} | Números de carga elemental en el catión       |        |            |
| {\displaystyle z^{-}} | Números de carga elemental en el anión        |        |            |
| {\displaystyle r^{+}} | Radio del catión                              |        | Å          |
| {\displaystyle r^{-}} | Radio del anión                               |        | Å          |

La energía de red cristalina calculada da una buena estimación; el valor real difiere en la mayoría de casos por menos del 5%.
Más aún, uno es capaz de determinar los radios atómicos usando la ecuación de Kapustinskii, cuando se conoce la energía de red cristalina. Esto es muy útil para iones complejos como sulfato (SO42−) o fosfato (PO43-). 

## Literatura
- A. F. Kapustinskii; Z. Phys. Chem. Abt. B Nr. 22, 1933, pp. 257 ff.
- A. F. Kapustinskii; Zhur. Fiz. Khim. Nr. 5, 1943, pp. 59 ff.
- A. F. Kapustinskii: Lattice energy of ionic crystals. In: Quart. Rev. Chem. Soc. Nr. 10, 1956, pp. 283–294. doi 10.1039/QR9561000283

- Datos: Q905446